# Kamienica Rynek-Ratusz 20-21 we Wrocławiu
Kamienica Rynek-Ratusz 20-21 lub Kamienica Pod Głową św. Jana – zabytkowa kamienica na wrocławskim Rynku, w północnej pierzei tretu, tzw. stronie rymarzy lub stronie złotników. 
Większość kamienic znajdujących się w północnej pierzei tretu ma rodowód sięgający XV–XVII wieku. Pierwotnie były to parterowe drewniane kramy, a następnie piętrowe murowane pomieszczenia mieszkalne przylegające do dwukondygnacyjnej murowanej ściany północnej smatruza. Z biegiem kolejnych lat pomieszczenia przekształcono w wielopiętrowe kamienice. Linia zabudowy kramów murowanych na działkach od numeru 17-23 znajdowała się ponad sześć metrów przed smatruzem. Po 1824 roku, kiedy to zlikwidowano smatruzy, właściciele kamienic z tej strony wykupili od miasta za kwotę 21 000 talarów, jej tereny i przedłużyli swoje budynki na południe. Zachowane z tego okresu zabudowania mają cechy architektury późnoklasycystycznej. 
Działania zbrojne podczas II wojny światowej częściowo zniszczyły pierzeję północną. Jej odbudowa została opracowana w 1954 roku przez profesora Edmunda Małachowicza w Pracowni Konserwacji Zabytków przy udziale prof. Stanisława Koziczuka, Jadwigi Hawrylak i Stefana Janusza Müllera. 

## Historia kamienicy

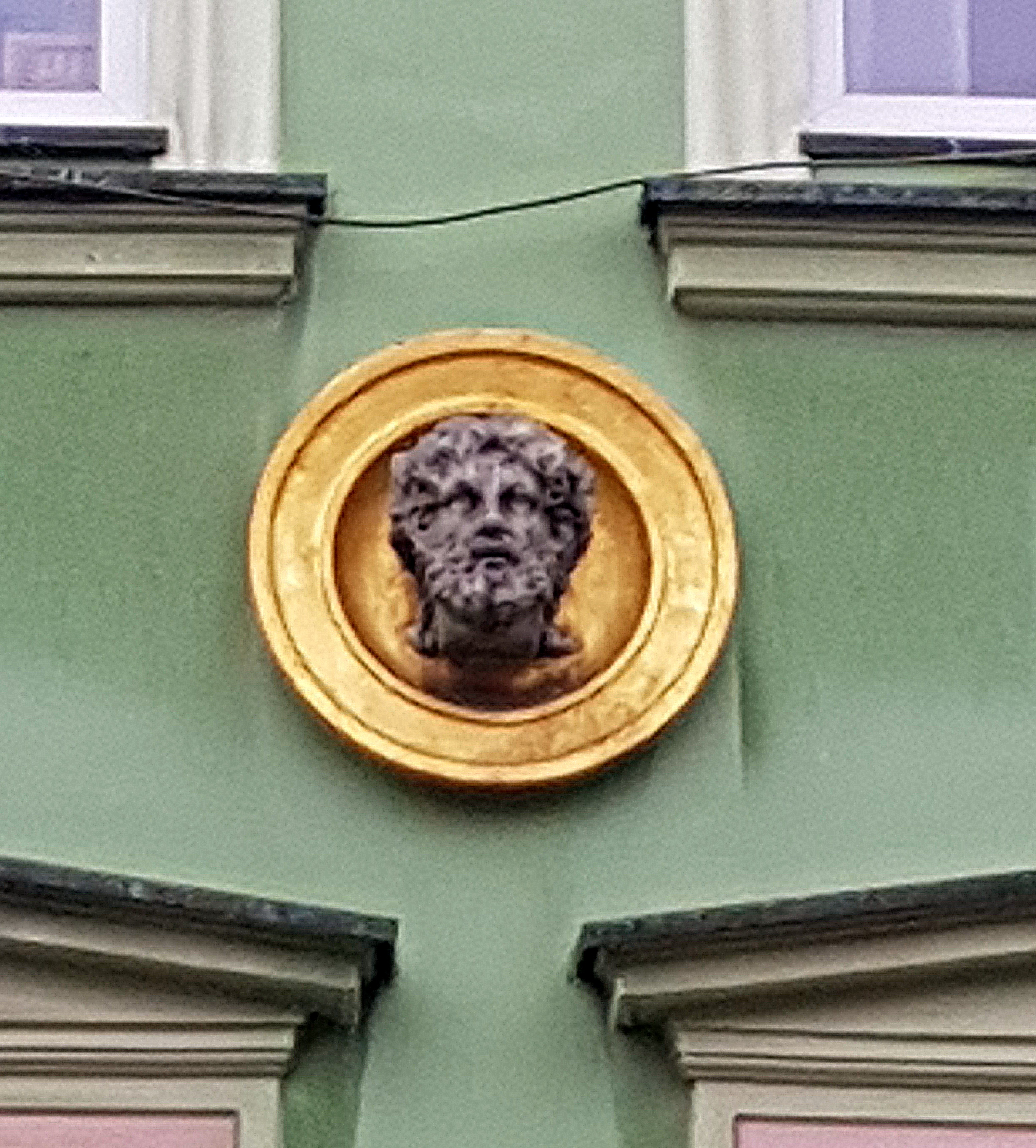
Głowa św. Jana na elewacji kamienicy

Pierwotna kamienica pod numerem 20 miała cztery metry szerokości. Jej rodowód sięga okresu gotyckiego; w budynku odkryto sklepienia piwnicy, ścianę północną i skrawek zachodniej do poziomu oparcia koleby zbudowane w wątku jednowózkowym. Piwnica ta o długości 3,5 metra była dostawiona do innej znajdującej się po wschodniej stronie. Pierwotny budynek był prawdopodobnie budynkiem dwutraktowym, przy czym trakt północny został dobudowany do wcześniej istniejącego traktu południowego. W okresie baroku w północnej ścianie tarczowej przebito okno. W pierwszej połowie XVIII wieku jej fasada miała trzy osie, cztery kondygnacje. W 1825 roku została przebudowana i połączona z sąsiednią kamienicą 21. 
Pierwotnie na działce nr 21 istniał murowany dwutraktowy budynek o gotyckim rodowodzie, jednoprzestrzenny, dostawiony do dwunawowej hali. Z tego okresu zachowała się piwnica, pozostałość po kramach rymarzy i siodlarzy, znajdująca się przed obecną kamienicą o wymiarach 3,2 m długości, 3 m szerokości i 2,35 wysokości. Piwnica ta była dostawiona do jeszcze starszej piwnicy znajdującej się pod kamienicą. Obydwie kamienice zostały wybudowane w wątku jednowózkowym. Nad młodszą piwnicą prawdopodobnie wznosiła się przynajmniej jedna kondygnacja murowana. W okresie późnego średniowiecza kamienica została poszerzona o jeden trakt północny nakryty sklepieniami kolebkowymi. W narożniku południowo-zachodniego traktu północnego prawdopodobnie znajdowały się schody na wyższą kondygnacje.  
W okresie późnego renesansu sklepienia piwnicy przed kamienica zostały poddane naprawy, a w epoce baroku, w północnej ścianie tarczowej, przebito do niej okno obudowując je studzienką. Od strony zachodniej przebito natomiast otwór drzwiowy prowadzący do sąsiedniej piwnicy (zamurowany w XIX wieku).
Pierwsza znana z przekazów kamienica pod numerem 21 powstała w 1710 roku i miała 2,8 metrów szerokości. Był to pięciokondygnacyjny budynek o szerokości dwóch osi ze szczytem w formie aediculi z trójkątnym tympanonem.
W 1825 roku obie kamienice zostały przebudowane i połączone. Powstała pięciokondygnacyjna kamienica ze wspólną czteroosiową elewacją. Nad oknami pierwszego piętra w osi centralnej umieszczono wyobrażenie głowy św. Jana, według Beaty Lejman nazwa kamienicy pochodzi od płaskorzeźby św. Jana wykonanej ok. 1500 roku.

## Po 1945
W wyniku działań wojennych w 1945 roku kamienica uległa wypaleniu. Budynek odrestaurowano, obniżając go o jedną kondygnację. Na parterze umieszczono portal i opaski okienne mające naśladować styl renesansowy, co Olgierd Czerner uznaje za nieuzasadnione.